# Гюпферт, Вим
Виллем Хендрикюс Антониюс (Вим) Гюпферт (нидерл. Willem Hendrikus Antonius "Wim" Gupffert; 18 октября 1894, Амстердам — 27 декабря 1958, там же) — нидерландский футболист, игравший на позиции левого крайнего нападающего, выступал за амстердамские команды РКА, «Блау-Вит» и «Аякс».

## Ранние годы
Вим Гюпферт родился 18 октября 1894 года в Амстердаме, в семье рисовальщика Йохана Гюпферта и его жены Йоханны Якомины Мелгерс.  Он был первым ребёнком в семье из четырёх детей. У него был брат Андрис и две сестры — Йоханна Якомина и Элизабет Йоханна.

## Спортивная карьера

### Клубная
Гюпферт начинал футбольную карьеру в команде РКА, а затем защищал цвета клуба «Блау-Вит». В 1915 году он перешёл в другой амстердамский клуб — «Аякс». В течение двух сезонов его команда выступала во втором классе, а в 1917 году вернулась в первый класс Нидерландов. Первый матч в чемпионате провёл 23 сентября 1917 года против ХВВ. Игра завершилась поражением «Аякса» со счётом 2:1.
В общей сложности в первом классе Гюпферт сыграл за клуб 92 матча и забил 43 гола. В сезоне 1920/121 был лучшим бомбардиром своего клуба, забив 13 голов в 28 матчах. Свой последний матч за амстердамцев провёл 18 сентября 1921 года против «Блау-Вита». В той игре, завершившейся вничью 0:0, Вим получил травму и был заменён на Йориса Бланкерта.

### Сборная Нидерландов
В национальной сборной Нидерландов Вим дебютировал 9 июня 1919 года в товарищеском матче против Швеции. В том матче за сборную дебютировали ещё двое игроков «Аякса», Тео Брокманн и Хенк Хордейк. В своём дебютном матче, как и Брокманн, Вим отметился одним забитым мячом, а его команда одержала победу со счётом 3:1. Всего за сборную Гюпферт отыграл три матча, в которых забил два гола.

## Статистика

### Матчи Гюпферта за сборную Нидерландов
| Матчи Гюпферта за сборную Нидерландов | Матчи Гюпферта за сборную Нидерландов | Матчи Гюпферта за сборную Нидерландов | Матчи Гюпферта за сборную Нидерландов | Матчи Гюпферта за сборную Нидерландов | Матчи Гюпферта за сборную Нидерландов |
| ------------------------------------- | ------------------------------------- | ------------------------------------- | ------------------------------------- | ------------------------------------- | ------------------------------------- |
| №                                     | Дата                                  | Соперник                              | Счёт                                  | Голы Гюпферта                         | Соревнование                          |
| 1                                     | 9 июня 1919                           | Швеция                                | 3:1                                   | 1                                     | Товарищеский матч                     |
| 2                                     | 28 марта 1921                         | Швейцария                             | 2:0                                   | 1                                     | Товарищеский матч                     |
| 3                                     | 8 мая 1921                            | Италия                                | 2:2                                   | —                                     | Товарищеский матч                     |

Итого: 3 матча / 2 гола; 2 победы, 1 ничья, 0 поражений.

## Достижения
- Чемпион Нидерландов: 1918, 1919

## Личная жизнь
Работал торговым представителем. Вим был женат на дочери боцмана Алтье Виссер, уроженке Амстердама. Их брак был зарегистрирован 8 июля 1920 года в Амстердаме.